# Adult Swim
Adult Swim (også kaldet [adult swim]) er en gruppe tv-serier for voksne over 17 år, der blev sendt på den amerikanske version af tv-kanalen Cartoon Network. Det begyndt 2. september, 2001 og blev skabt af Williams Street Studios. Den 28. marts 2005 blev kanalens seere opdelt for sig ift. Nielsen Media Research analyser, da man vurderede, at Adult Swims seere var en anden målgruppe end den, der var på Cartoon Network normalt (ligesom Nickelodeon's Nick at Nite). Adult Swim er en del af Turner Broadcasting System. Det er kendt for at vise voksent, anime, eller Japansk-stil animation.

## Sendeflade

### USA

#### Amerikanske serier
1. South Park
2. American Dad
3. Assy McGee
4. Family Guy
5. Fat Guy Stuck in Internet
6. Metalocalypse
7. Moral Orel
8. Robot Chicken
9. Squidbillies
10. Tim and Eric Awesome Show, Great Job!
11. The Venture Bros.
12. Xavier: Renegade Angel
13. King of the Hill
14. Rick and Morty

##### På hiatus
1. Aqua Teen Hunger Force
2. The Boondocks
3. Frisky Dingo
4. Lucy, the Daughter of the Devil
5. Saul of the Mole Men

##### Aflyste serier
1. Space Ghost Coast to Coast -
2. 12 Oz. Mouse
3. The Bob Clampett Show -
4. The Brak Show
5. Cartoon Planet -
6. Harvey Birdman, Attorney at Law
7. Home Movies
8. Minoriteam
9. Perfect Hair Forever
10. The Popeye Show -
11. Sealab 2021
12. Stroker and Hoop
13. Tom Goes to the Mayor

##### Kommende serier
1. The Drinky Crow Show
2. Superjail
3. That Crook'd 'Sipp
4. Young Person's Guide to History